# 美國美式足球聯會北區
美國美式足球聯會北區是國家美式橄欖球聯盟美國美式足球聯會的一個分區，現有四隊，分別為巴爾的摩烏鴉、辛辛那提孟加拉虎、克里夫蘭布朗、匹茲堡鋼人，該比賽區成立於1970年。它的建立作為美式足球聯會中央區，在1970年將完成AFL-NFL合併時，兩個NFL球隊-的的克里夫蘭布朗隊和匹茲堡鋼人從“舊”NFL -移出並且加入前美國橄欖球聯盟的球隊，為了給兩個區域提供相同數量的球隊。